# Боб Оденкерк
Боб Оденкерк (англ. Bob Odenkirk; нар. 22 жовтня 1962) — американський актор, комік, сценарист, режисер і продюсер. Найбільш відомий своєю роллю адвоката у кримінальних справах Сола Ґудмана у серіалі «Пуститися берега», а також його спінофі «Краще подзвоніть Солу».
У 2019 році вийшов перший оригінальний анімаційний серіал від Amazon «Скасувати», у якому Боб зіграв Джейкоба Винограда.

## Фільмографія

### Актор

#### Фільми
| Рік  |     | Українська назва    | Оригінальна назва                   | Роль                      |
| ---- | --- | ------------------- | ----------------------------------- | ------------------------- |
| 1993 | ф   |                     | Wayne's World 2                     | ботанік                   |
| 1994 | ф   |                     | Clean Slate                         | поліціянт                 |
| 1996 | ф   |                     | The Truth About Cats & Dogs         | людина у книгарні         |
| 1996 | ф   | Кабельник           | The Cable Guy                       | Піт                       |
| 1996 | ф   |                     | Waiting for Guffman                 | людина на прослуховуванні |
| 1997 | ф   |                     | Hacks                               | співкамерник              |
| 1999 | ф   |                     | Can't Stop Dancing                  | Сімпсон                   |
| 2000 | ф   |                     | The Independent                     | постать                   |
| 2001 | ф   | Доктор Дулітл 2     | Dr. Dolittle 2                      | пес (голос)               |
| 2001 | ф   |                     | Monkeybone                          | хірург                    |
| 2002 | ф   |                     | Run Ronnie Run!                     | Террі                     |
| 2003 | ф   |                     | Melvin Goes to Dinner               | Кейт                      |
| 2004 | ф   |                     | My Big Fat Independent Movie        | Стів                      |
| 2005 | ф   |                     | Sarah Silverman: Jesus Is Magic     | менеджер                  |
| 2005 | ф   |                     | Cake Boy                            | Дарнелл                   |
| 2006 | ф   |                     | Danny Roane: First Time Director    | Піт Кессельман            |
| 2006 | ф   | Дивні родичі        | Relative Strangers                  | Мітч Клейтон              |
| 2006 | ф   |                     | Let's Go to Prison                  | Дуейн                     |
| 2007 | ф   |                     | The Brothers Solomon                | Джим Трічер               |
| 2007 | ф   |                     | Super High Me                       | Боб                       |
| 2009 | ф   |                     | Operation: Endgame                  | імператор                 |
| 2010 | ф   |                     | Blood Into Wine                     | французький винороб       |
| 2011 | ф   |                     | Son of Morning                      | Фред Чарльз               |
| 2011 | ф   | Відвези мене додому | Take Me Home Tonight                | Майк                      |
| 2012 | ф   |                     | Tim and Eric's Billion Dollar Movie | диктор                    |
| 2012 | ф   |                     | The Giant Mechanical Man            | Марк                      |
| 2013 | ф   | Дуринди             | Ass Backwards                       | Pageant MC                |
| 2013 | ф   |                     | Dealin' with Idiots                 | тренер Джимбо             |
| 2013 | ф   | Захоплюючий час     | The Spectacular Now                 | Ден                       |
| 2013 | ф   | Фільм 43            | Movie 43                            | приватний детектив        |
| 2013 | ф   | Небраска            | Nebraska                            | Росс Ґрант                |
| 2014 | ф   | Бульвар             | Boulevard                           | Вінстон                   |
| 2015 | док |                     | I Am Chris Farley                   | у ролі самого себе        |
| 2015 | мф  |                     | Hell and Back                       | Диявол (голос)            |
| 2015 | ф   | Монстри атакують    | Freaks of Nature                    | Шутер Паркер              |
| 2017 | ф   |                     | Girlfriend's Day                    | Рей Вентворт              |
| 2017 | ф   | Горе-творець        | Freaks of Nature                    | вчитель                   |
| 2017 | ф   | Секретне досьє      | The Post                            | Бен Багдикян              |
| 2018 | мф  | Суперсімейка 2      | Incredibles 2                       | Вінстон Девор (голос)     |
| 2019 | ф   | Божевільна парочка  | Long Shot                           | президент Чемберс         |
| 2019 | ф   | Моє ім'я Долемайт   | Dolemite Is My Name                 | Лоуренс Вулнер            |
| 2019 | ф   | Маленькі жінки      | Little Women                        | містер Марч               |
| 2021 | ф   | Ніхто               | Nobody                              | Хатч "Ніхто" Менселл      |
| 2025 | ф   | Ніхто 2             | Nobody 2                            | Хатч "Ніхто" Менселл      |
|      | ф   |                     | The Room Returns!                   | Джонні                    |

#### Телебачення
| Рік       |    | Українська назва                  | Оригінальна назва                     | Роль                                           |
| --------- | -- | --------------------------------- | ------------------------------------- | ---------------------------------------------- |
| 1987—1995 | с  | Суботнього вечора в прямому ефірі | Saturday Night Live                   | різні ролі                                     |
| 1992      | с  | Шоу Бена Стіллера                 | The Ben Stiller Show                  | різні ролі                                     |
| 1993      | с  |                                   | The Jackie Thomas Show                | Елмер                                          |
| 1993      | с  | Розанна                           | Roseanne                              | Джим                                           |
| 1993—1998 | с  |                                   | The Larry Sanders Show                | Стів Грант                                     |
| 1994      | с  |                                   | Tom                                   | Девід                                          |
| 1995—1998 | с  | Містер Шоу з Бобом і Девідом      | Mr. Show with Bob and David           | різні ролі                                     |
| 1996      | мс |                                   | Dr. Katz, Professional Therapist      | Боб                                            |
| 1996      | с  | Сайнфелд                          | Seinfeld                              | Бен                                            |
| 1997—1998 | с  |                                   | NewsRadio                             | доктор Сміт / Боб                              |
| 1997—2001 | с  | Усі люблять Реймонда              | Everybody Loves Raymond               | Скотт Преман                                   |
| 1997      | мс |                                   | Space Ghost Coast to Coast            | у ролі самого себе                             |
| 1999      | с  | Журнал мод                        | Just Shoot Me!                        | Баррі                                          |
| 1999      | с  | Третя планета від Сонця           | 3rd Rock from the Sun                 | Гері Паркінсон                                 |
| 2000      | с  | Угамуй свій запал                 | Curb Your Enthusiasm                  | Гіл                                            |
| 2001      | с  |                                   | Ed                                    | преподобний Річі Портер                        |
| 2001      | с  |                                   | The Andy Dick Show                    | Чак Чарльз                                     |
| 2003      | с  |                                   | Less than Perfect                     | Колін Хантер                                   |
| 2003      | мс | Футурама                          | Futurama                              | Чез (Епізод: "The Why of Fry")                 |
| 2003      | с  | Уповільнений розвиток             | Arrested Development                  | доктор Філ Гунті                               |
| 2004      | с  | Джої                              | Joey                                  | Браян Майкл Девід Скотт                        |
| 2004      | мс | Aqua Teen Hunger Force            | Aqua Teen Hunger Force                | Bean Wizard                                    |
| 2004—2006 | мс |                                   | Tom Goes to the Mayor                 | різні ролі                                     |
| 2006      | с  |                                   | Crank Yankers                         | Друпі                                          |
| 2007—2010 | с  |                                   | Tim and Eric Awesome Show, Great Job! | різні ролі                                     |
| 2008—2012 | с  | Як я зустрів вашу маму            | How I Met Your Mother                 | Артур Гоббс                                    |
| 2008      | с  | Косяки                            | Weeds                                 | Баррі                                          |
| 2009      | с  | Правила спільного життя           | Rules of Engagement                   | Майк                                           |
| 2009—2013 | с  | Пуститися берега                  | Breaking Bad                          | Сол Ґудман                                     |
| 2009      | мс | Американський тато!               | American Dad!                         | працівник / телеведучий                        |
| 2009      | мс |                                   | The Goode Family                      | Браян Кеннеді                                  |
| 2009      | мс |                                   | Glenn Martin DDS                      | Вінс                                           |
| 2010      | мс |                                   | The Life & Times of Tim               | Інтервенціоніст / супроводжувач ванної кімнати |
| 2010      | с  | Антураж                           | Entourage                             | Кен Остін                                      |
| 2012      | мс | Бургери Боба                      | Bob's Burgers                         | Чейз                                           |
| 2013      | с  | Офіс                              | The Office                            | Марк Френкс                                    |
| 2013—2018 | с  | П'яна історія                     | Drunk History                         | різні ролі                                     |
| 2013      | с  |                                   | Ghost Ghirls                          | Френк ван Штеттен                              |
| 2013      | с  |                                   | Late Night with Jimmy Fallon          | Сол Ґудман                                     |
| 2013—2014 | с  |                                   | The Birthday Boys                     | різні ролі                                     |
| 2014      | с  | Фарґо                             | Fargo                                 | шериф Білл Освальт                             |
| 2015—2022 | с  | Краще подзвоніть Солу             | Better Call Saul                      | Джиммі Мак-Ґілл / Сол Ґудман                   |
| 2019      | с  | Скасувати                         | Undone                                | Яків Виноград                                  |
| 2019      | мс | Сімпсони                          | The Simpsons                          | адвокат                                        |
| 2019      | с  | Метод Комінськи                   | The Kominsky Method                   | доктор Шенкман                                 |
| 2020      | с  |                                   | Corporate                             | Black Dog                                      |
| 2021      | с  |                                   | Mom                                   | Генк                                           |
| 2023      | с  | Щасливчик Генк                    | Lucky Hank                            | Вільям Генрі «Генк» Деверо-молодший            |
| 2023      | с  | Ведмідь                           | The Bear                              | Дядько Лі                                      |

### Режисер, сценарист, продюсер
| Рік       |    | Українська назва              | Оригінальна назва             | Роль                                                 |
| --------- | -- | ----------------------------- | ----------------------------- | ---------------------------------------------------- |
| 1991—1992 | с  |                               | Get a Life                    | сценарист                                            |
| 1992      | с  |                               | The Dennis Miller Show        | сценарист                                            |
| 1992      | с  |                               | The Ben Stiller Show          | сценарист                                            |
| 1993—1994 | с  | Пізня ніч з Конаном О'Браєном | Late Night with Conan O'Brien | сценарист                                            |
| 1994      | с  |                               | Life on Mars                  | автор ідеї, сценарист                                |
| 1995—1998 | с  |                               | Mr. Show with Bob and David   | співавтор, сценарист та виконавчий продюсер          |
| 1996      | с  |                               | The Dana Carvey Show          | сценарист                                            |
| 1997—2000 | с  |                               | Tenacious D                   | співавтор, режисер, сценарист та виконавчий продюсер |
| 2000      | с  |                               | The Near Future               | автор ідеї, сценарист                                |
| 2002      | с  |                               | Next!                         | співавтор, сценарист та виконавчий продюсер          |
| 2002      | ф  |                               | Run Ronnie Run!               | сценарист                                            |
| 2003      | ф  |                               | Melvin Goes to Dinner         | режисер                                              |
| 2004—2006 | мс |                               | Tom Goes to the Mayor         | сценарист та виконавчий продюсер                     |
| 2006      | ф  |                               | Let's Go to Prison            | режисер                                              |
| 2007      | ф  |                               | The Brothers Solomon          | режисер                                              |
| 2007      | с  |                               | Derek & Simon                 | співавтор, режисер, сценарист та виконавчий продюсер |
| 2013      | ф  | Фільм 43                      | Movie 43                      | режисер                                              |
| 2015—2022 | с  | Краще подзвоніть Солу         | Better Call Saul              | продюсер                                             |
| 2015      | с  |                               | W/ Bob & David                | співавтор, сценарист та виконавчий продюсер          |
| 2021      | ф  | Ніхто                         | Nobody                        | продюсер                                             |
| 2025      | ф  | Ніхто 2                       | Nobody 2                      | продюсер                                             |

## Нагороди й номінації
| Нагорода                               | Рік  | Категорія                                                     | Робота                            | Результат |
| -------------------------------------- | ---- | ------------------------------------------------------------- | --------------------------------- | --------- |
| Золотий глобус                         | 2016 | Найкраща чоловіча роль у телесеріалі — драма                  | Краще подзвоніть Солу             | Номінація |
| Золотий глобус                         | 2017 | Найкраща чоловіча роль у телесеріалі — драма                  | Краще подзвоніть Солу             | Номінація |
| Золотий глобус                         | 2018 | Найкраща чоловіча роль у телесеріалі — драма                  | Краще подзвоніть Солу             | Номінація |
| Золотий глобус                         | 2021 | Найкраща чоловіча роль у телесеріалі — драма                  | Краще подзвоніть Солу             | Номінація |
| Золотий глобус                         | 2023 | Найкраща чоловіча роль у телесеріалі — драма                  | Краще подзвоніть Солу             | Номінація |
| Еммі                                   | 1989 | Найкращий сценарій для естрадної програми                     | Суботнього вечора в прямому ефірі | Перемога  |
| Еммі                                   | 1990 | Найкращий сценарій для естрадної програми                     | Суботнього вечора в прямому ефірі | Номінація |
| Еммі                                   | 1991 | Найкращий сценарій для естрадної програми                     | Суботнього вечора в прямому ефірі | Номінація |
| Еммі                                   | 1993 | Найкращий сценарій для естрадної програми                     | Шоу Бена Стіллера                 | Перемога  |
| Еммі                                   | 1998 | Найкращий сценарій для естрадної програми                     | Містер Шоу з Бобом і Девідом      | Номінація |
| Еммі                                   | 1998 | Найкраща оригінальна музика й слова пісні                     | Містер Шоу з Бобом і Девідом      | Номінація |
| Еммі                                   | 1999 | Найкращий сценарій для естрадної програми                     | Містер Шоу з Бобом і Девідом      | Номінація |
| Еммі                                   | 2015 | Найкращий драматичний телесеріал                              | Краще подзвоніть Солу             | Номінація |
| Еммі                                   | 2015 | Найкраща чоловіча роль у драматичному телесеріалі             | Краще подзвоніть Солу             | Номінація |
| Еммі                                   | 2016 | Найкраща чоловіча роль у драматичному телесеріалі             | Краще подзвоніть Солу             | Номінація |
| Еммі                                   | 2016 | Найкращий драматичний телесеріал                              | Краще подзвоніть Солу             | Номінація |
| Еммі                                   | 2017 | Найкращий драматичний телесеріал                              | Краще подзвоніть Солу             | Номінація |
| Еммі                                   | 2017 | Найкраща чоловіча роль у драматичному телесеріалі             | Краще подзвоніть Солу             | Номінація |
| Еммі                                   | 2019 | Найкраща чоловіча роль у драматичному телесеріалі             | Краще подзвоніть Солу             | Номінація |
| Еммі                                   | 2019 | Найкращий драматичний телесеріал                              | Краще подзвоніть Солу             | Номінація |
| Еммі                                   | 2020 | Найкращий драматичний телесеріал                              | Краще подзвоніть Солу             | Номінація |
| Еммі                                   | 2022 | Найкращий драматичний телесеріал                              | Краще подзвоніть Солу             | Номінація |
| Еммі                                   | 2022 | Найкраща чоловіча роль у драматичному телесеріалі             | Краще подзвоніть Солу             | Номінація |
| Премія Гільдії кіноакторів США         | 2012 | Найкращий акторський склад у драматичному серіалі             | Пуститися берега                  | Номінація |
| Премія Гільдії кіноакторів США         | 2013 | Найкращий акторський склад у драматичному серіалі             | Пуститися берега                  | Номінація |
| Премія Гільдії кіноакторів США         | 2014 | Найкращий акторський склад у драматичному серіалі             | Пуститися берега                  | Перемога  |
| Премія Гільдії кіноакторів США         | 2016 | Найкраща чоловіча роль у драматичному серіалі                 | Краще подзвоніть солу             | Номінація |
| Премія Гільдії кіноакторів США         | 2018 | Найкраща чоловіча роль у драматичному серіалі                 | Краще подзвоніть солу             | Номінація |
| Премія Гільдії кіноакторів США         | 2019 | Найкраща чоловіча роль у драматичному серіалі                 | Краще подзвоніть солу             | Номінація |
| Премія Гільдії кіноакторів США         | 2019 | Найкращий акторський склад у драматичному серіалі             | Краще подзвоніть солу             | Номінація |
| Премія Гільдії кіноакторів США         | 2021 | Найкращий акторський склад у драматичному серіалі             | Краще подзвоніть солу             | Номінація |
| Премія Гільдії кіноакторів США         | 2021 | Найкраща чоловіча роль у драматичному серіалі                 | Краще подзвоніть солу             | Номінація |
| Супутник                               | 2014 | Найкращий акторський склад                                    | Небраска                          | Перемога  |
| Супутник                               | 2016 | Найкраща чоловіча роль у драматичному серіалі                 | Краще подзвоніть Солу             | Номінація |
| Супутник                               | 2017 | Найкраща чоловіча роль у драматичному серіалі                 | Краще подзвоніть Солу             | Номінація |
| Супутник                               | 2021 | Найкраща чоловіча роль у драматичному серіалі                 | Краще подзвоніть Солу             | Перемога  |
| Кінопремія «Вибір критиків»            | 2014 | Найкращий акторський склад                                    | Небраска                          | Номінація |
| Вибір телевізійних критиків            | 2015 | Найкраща чоловіча роль у драматичному телесеріалі             | Краще подзвоніть Солу             | Перемога  |
| Вибір телевізійних критиків            | 2016 | Найкраща чоловіча роль у драматичному телесеріалі             | Краще подзвоніть Солу             | Перемога  |
| Вибір телевізійних критиків            | 2018 | Найкраща чоловіча роль у драматичному телесеріалі             | Краще подзвоніть Солу             | Номінація |
| Вибір телевізійних критиків            | 2019 | Найкраща чоловіча роль у драматичному телесеріалі             | Краще подзвоніть Солу             | Номінація |
| Вибір телевізійних критиків            | 2021 | Найкраща чоловіча роль у драматичному телесеріалі             | Краще подзвоніть Солу             | Номінація |
| Вибір телевізійних критиків            | 2023 | Найкраща чоловіча роль у драматичному телесеріалі             | Краще подзвоніть Солу             | Перемога  |
| Critics' Choice Super Awards           | 2022 | Найкращий актор в екшн-фільмі                                 | Ніхто                             | Номінація |
| Сатурн                                 | 2021 | Найкращий телеактор                                           | Краще подзвоніть Солу             | Номінація |
| Сатурн                                 | 2022 | Найкращий телеактор                                           | Краще подзвоніть Солу             | Перемога  |
| Премія Асоціації телевізійних критиків | 2015 | Індивідуальні досягнення в драмі                              | Краще подзвоніть Солу             | Номінація |
| Премія Асоціації телевізійних критиків | 2016 | Індивідуальні досягнення в драмі                              | Краще подзвоніть Солу             | Номінація |
| Премія Асоціації телевізійних критиків | 2022 | Індивідуальні досягнення в драмі                              | Краще подзвоніть Солу             | Номінація |
| HCA TV Awards                          | 2022 | Найкращий актор у телевізійному або кабельному серіалі, драма | Краще подзвоніть Солу             | Перемога  |